# Желязова-Воля
Желязо́ва-Во́ля (пол. Żelazowa Wola) — деревня в Польше в 46 км к западу от Варшавы, расположена в гмине (административном округе) Сохачев Мазовецкого воеводства.
Первое упоминание о деревне относится к 1579 году.

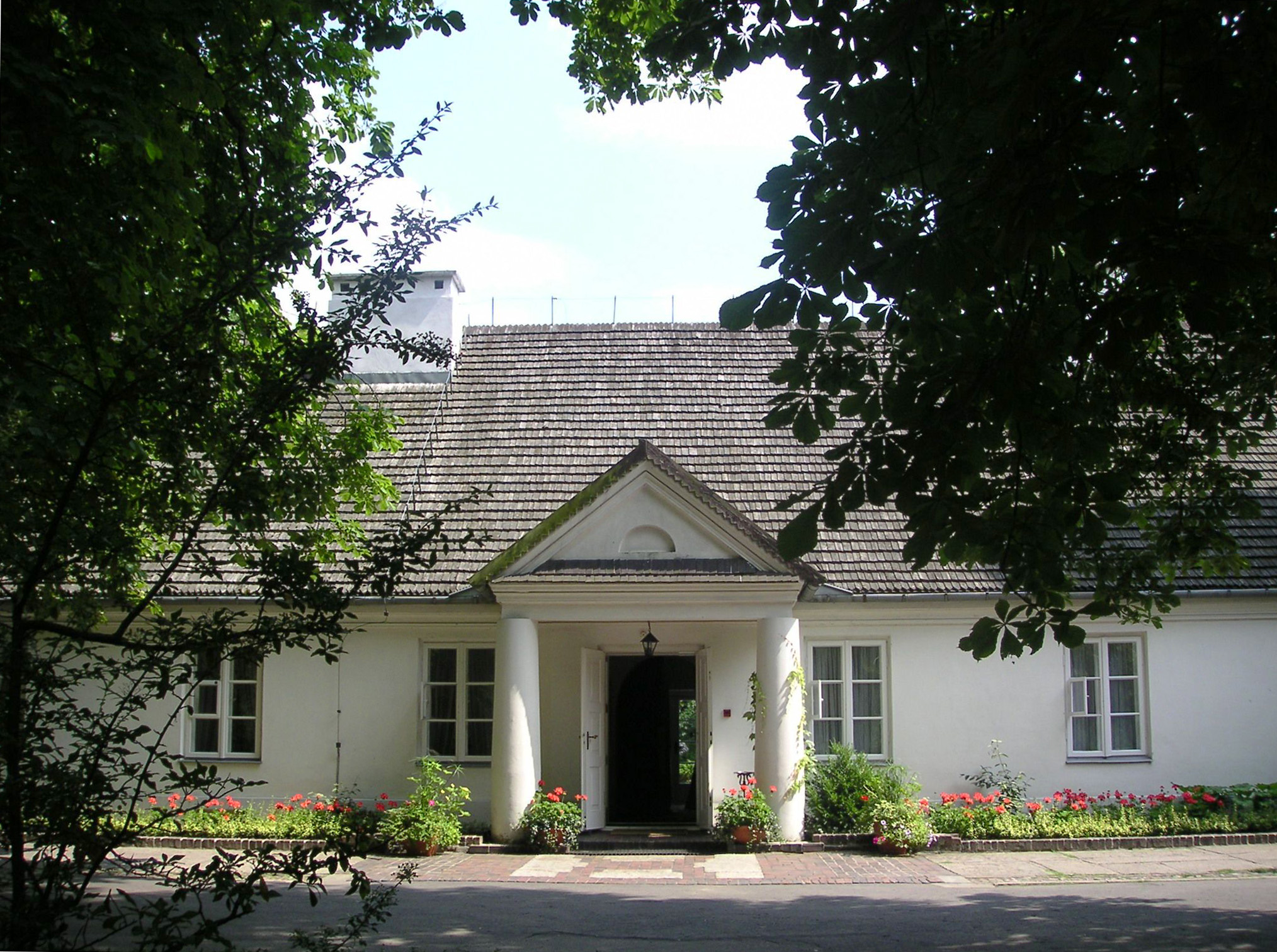
Дом семьи Шопена

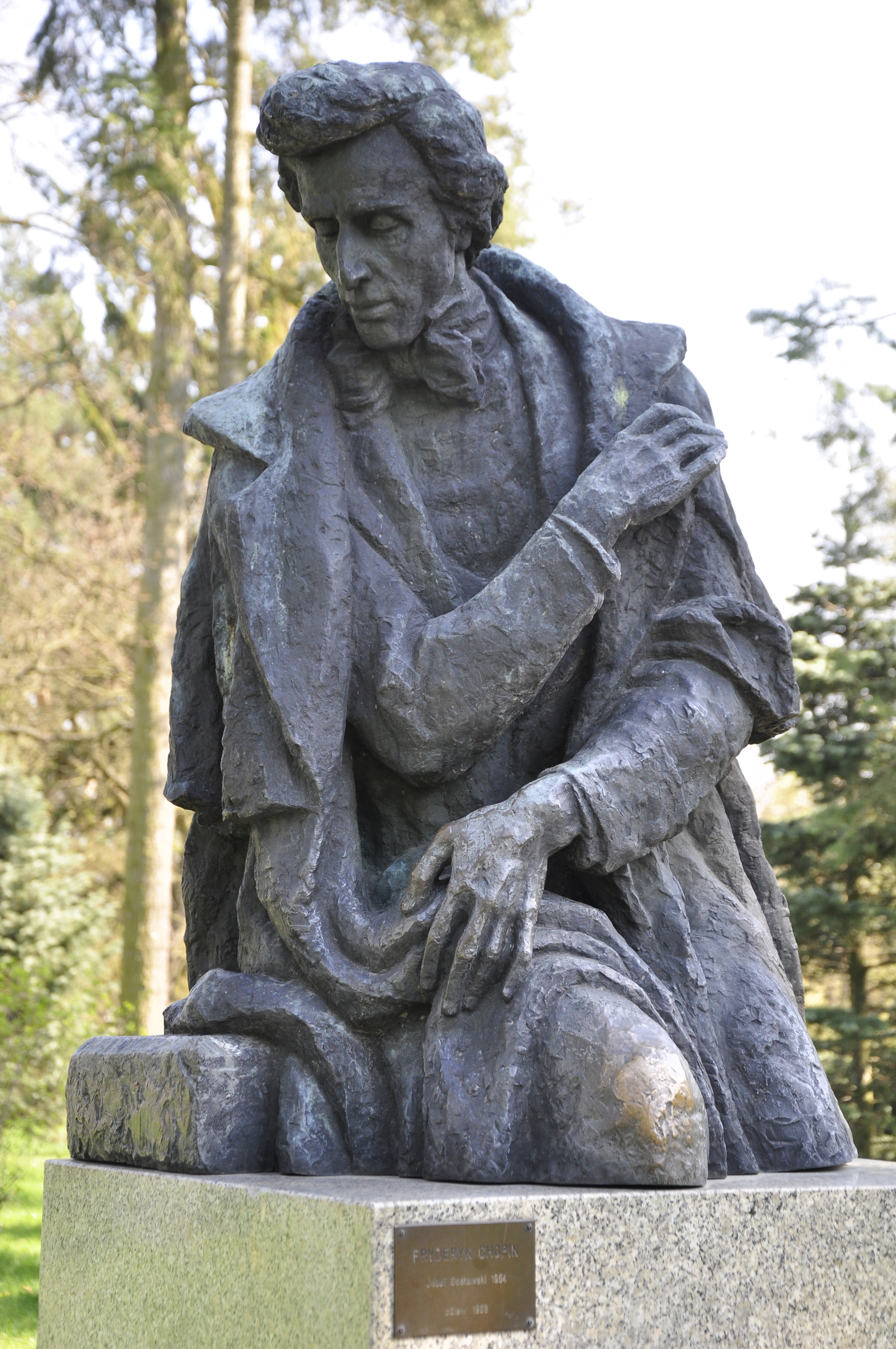
Памятник Шопену

В Желязова-Воле родились знаменитые композитор Фредерик Шопен и скрипач Генрик Шеринг. Также деревня известна живописными ландшафтами и окружена извилистыми протоками.
Русский композитор Сергей Ляпунов написал симфоническую поэму «Желязова-Воля» памяти Шопена.
Поместье, где родился Фредерик, принадлежало графу Скарбеку, и отец будущего композитора был здесь семейным учителем музыки. Вскоре семья переехала в Варшаву, но мальчик часто приезжал в Желязову-Волю на каникулы. Во время Первой мировой войны поместье было разрушено, а в 1926 году зданию придали облик старопольской усадьбы с крыльцом и колоннами, увитыми виноградными лозами. Теперь здесь музей, где летом проводят концерты, на которые съезжаются пианисты со всего мира.
В 1969 году здесь установлен памятник Шопену.